# Monarquia da Jordânia
Em 1950, o nome oficial e completo da Jordânia passou a ser "Reino Hachemita da Jordânia" para incluir aquelas porções da Palestina anexadas pelo Rei Abedalá. Enquanto reconhecia a administração jordana sobre a Cisjordânia, os Estados Unidos mantiveram a posição que a soberania definitiva era assunto para um futuro acordo.
A Jordânia é uma monarquia constitucional, baseada em constituição de 1952.

## Papel Constitucional
O Poder Executivo é exercido pelo rei no gabinete. O rei, executa e veta em todas as leis. O rei pode também suspender ou dissolver o parlamento, e encurtar ou alongar o prazo de sessão. Um veto do rei pode ser substituído pelo voto de dois terços das duas casas do parlamento a seu critério, mais recentemente, em novembro de 2009. Ele nomeia e pode exonerar todos os juízes, por decreto, que aprova emendas à Constituição, declarar guerra, e os comandos das forças armadas. Decisões de gabinete, tribunal juízos, e os nacionais de moeda são emitidos em seu nome. O gabinete, liderado por um primeiro-ministro, antigamente era nomeado pelo rei, mas seguindo a 2011 protestos da Jordânia, o rei Abedalá concordou em um gabinete eleito. O gabinete é responsável perante a Câmara dos Deputados sobre assuntos de política geral e pode ser forçado a renunciar pelo voto de dois terços de "não confiança" por aquele organismo.
A Dinastia Hachemita tem origem no Hejaz, que pertence hoje à Arábia Saudita.

## Linha de Sucessão
|  |  |  |

O chefe de estado jordano é rei Abedalá II. O príncipe Huceine é o legítimo herdeiro do trono, e primeiro na linha de sucessão.

## Família Real da Jordânia
Os haxemitas traçam a sua ascendência de Haxim ibne Abde Manafe (morto c. 510), o bisavô do islâmico profeta Muhammad, embora a definição de hoje se refira principalmente aos descendentes da filha do profeta, Fátima. O início da história dos haxemitas começa numa luta contínua contra os omíadas para se saber quem seria o califa ou sucessor de Maomé. Os omíadas eram da mesma tribo como os haxemitas, mas de um clã diferente. Após a derrubada dos omíadas, os abássidas que se apresentavam como representantes dos haxemitas, eles reivindicavam a descendência de Abas ibne Abedal Mutalibe, um tio de Maomé. O pai de Maomé morreu antes de ele nascer, e a sua mãe morreu quando ele era criança, então Maomé foi criado por seu tio Abu Talibe, chefe dos haxemitas.
A partir do século X o xarife (líder religioso) de Meca e seu Emir foi por acordo um tradicional Haxemita. Antes da Primeira Guerra Mundial, Huceine ibne Ali do Haxemita Dauaune, o clã governou o Hejaz em nome do sultão otomano. Há algum tempo que tinha sido a prática da Sublime Porta nomear o Emir de Meca, de entre um grupo seleto de candidatos. Em 1908, Huceine ibne Ali foi nomeado Emir de Meca. Ele encontrou-se cada vez mais em desacordo com a Young Turks no controle em Istambul, enquanto ele se esforçou para assegurar a posição da sua família como emires hereditários.

## Residências Reais

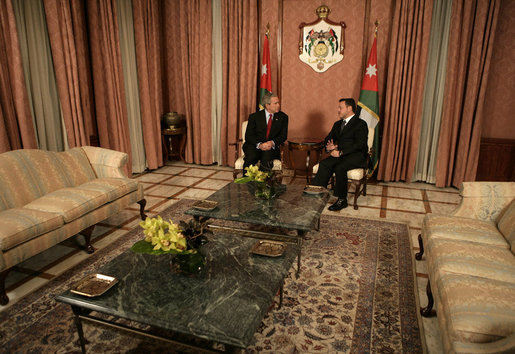
Vista interna do palácio de Raghadan

- Palácio de Raghadan
- Palácio de Basman
- Al-Qasr Al-Sagheer
- Qasr Al-Ma’wa
- Bab As-Salaam
- Palácio de Nadwa
- Al-Hashmiya Palace (Dar al-Bir)
- Palácio de Zahran
- Qasr Al-Mushatta